# Up the Down Steroid
«Up the Down Steroid», titulado «Abajo con los esteroides» en España y «Contra los esteroides» en Hispanoamérica, es el tercer capítulo de la octava temporada de South Park. Fue estrenado originalmente el 24 de marzo de 2004. El título en inglés es una parodia de la novela Up the Down Staircase, escrita en 1965 por Bel Kaufman.
El episodio está protagonizado por Timmy y Jimmy, los dos discapacitados de South Park que participan en Special Olympics, una competición deportiva para minusválidos. Jimmy comienza a consumir esteroides para ganar en todas sus pruebas.

## Trama
Timmy y Jimmy, los dos niños discapacitados de South Park, se apuntan a los Special Olympics que se celebran en Denver, y piden a Stan, Kyle, Cartman y Kenny que los animen. Durante los entrenamientos para los juegos, Jimmy cree que el nivel de la competición será muy duro y se interesa por los esteroides, que empieza a consumir en secreto para no alertar a su mejor amigo Timmy.
Por otro lado, Cartman descubre que el mejor deportista de la competición ganará 1.000 dólares, por lo que se hace pasar por discapacitado para ganar al resto de los participantes. Para ello, se somete a un entrenamiento especial en el que estudia todos los comportamientos de un retrasado mental, la mayoría clichés. Además se corta el pelo mal, se viste con ropa de talla pequeña y simula un pie retorcido. Kyle rechaza su plan por completo y le advierte de que necesitará autorización paterna, pero Cartman consigue convencer a su madre.
Mientras tanto, Jimmy continúa con los esteroides pese a que Timmy descubre la situación. Este se enfada con él por hacer trampas, e intenta denunciar la situación al Señor Mackey sin éxito. El cuerpo de Jimmy cambia por completo, pero su obsesión por el entrenamiento le hace olvidar todo lo demás. Enfurecido porque su novia le deja, Jimmy tiene un arrebato de furia y le pega una paliza tanto a ella como a su madre. Segundos después llora y se arrepiente de lo ocurrido, pero continúa con su plan.
Ya en los Special Olympics, Jimmy bate varios récords y se convierte en el mejor deportista de la edición. Por otro lado, Cartman se encuentra tan fuera de forma que pierde todas las pruebas y queda por detrás de todos los discapacitados pese a hacer trampas. Jimmy recibe el premio al mejor deportista de manos de los jugadores de béisbol Mark McGwire, Barry Bonds y Jason Giambi. Pero Cartman consigue el "premio al coraje" por quedar último, un vale por 50 dólares en Shakey's Pizza.
Jimmy enfurece y le acusa de hacer trampas al simular su discapacidad, pero en ese momento Timmy le acusa de hacer lo mismo. Arrepentido, Jimmy renuncia a su medalla y marcas, critica las drogas (haciéndole alusión a McGwire, a Bonds y a Giambi) y promete competir limpio en la próxima edición. Por su parte Cartman cuenta a sus amigos que con su plan pretendía desenmascarar a Jimmy, pero nadie cree su excusa, por lo que se enfada y se va.

## Producción
El guion y la dirección del capítulo corren a cargo de Trey Parker. El tema principal es el uso de esteroides en el deporte profesional. Cuando Jimmy realiza su discurso contra los esteroides y en favor del juego limpio, la cámara enfoca varios segundos a Mark McGwire, Barry Bonds y Jason Giambi, jugadores profesionales de las Grandes Ligas de Béisbol. McGwire y Bonds han sido acusados en repetidas ocasiones de consumir drogas para mejorar sus marcas personales y años después lo reconocieron, mientras que Giambi dio positivo en diciembre de 2004.
El comportamiento de Cartman para fingir una discapacidad y ganar una competición con trampas fue definido como uno de sus 10 mejores momentos en la serie, según el sitio web IGN. La canción que suena durante el "entrenamiento" de Cartman y los Special Olympics es Scarface (Push It to the Limit), interpretada por Paul Engemann, mientras que en el arrebato de furia de Jimmy suena el Adagio para cuerdas. Para aprender los movimientos de una persona con retraso mental, Eric estudia un videoclip de Kid Rock.

## Curiosidades
- Cuando Cartman le dice a los chicos su plan de hacerse pasar por discapacitado para competir se puede observar que juegan a "Reportes investigativos con Bill Curtis", juego visto en Cartman joins NAMBLA.
- El equipo español de los juegos paralímpicos de Sídney 2000 hicieron lo mismo que Eric Cartman y fingieron ser discapacitados para poder ganar medallas. Luego cuando fueron descubiertos, estas les fueron retiradas[6]